# Коробково (Татарстан)
Коробково — деревня в Бугульминском районе Татарстана. Входит в состав Петровского сельского поселения.

## География
Находится в юго-восточной части Татарстана на расстоянии приблизительно 18 км на юг по прямой от районного центра города Бугульма у речки Сула.

## История
Основана в 1880 году.

## Население
Постоянных жителей было: в 1889—243, в 1908—282, в 1920—306, в 1926—307, в 1938—285, в 1949—244, в 1958—160, в 1970—137, в 1979 — 90, в 1989 — 49, в 2002 году 29 (русские 72 %, башкиры 28 %), в 2010 году 20.